# Tarista morosa
Tarista morosa là một loài bướm đêm trong họ Noctuidae.